# Jan Herburt (zm. 1577)
Jan Herburt (łac. Joannes Herborth de Fulstin) herbu Herburt (ur. po 1524 Felsztyn, zm. 16 lub 17 listopada 1577 Felsztyn) – kasztelan sanocki w latach 1568–1577, podkomorzy przemyski w latach 1553–1567, starosta przemyski w latach 1569–1577, sekretarz królewski w 1565 roku, polski historyk, prawnik, humanista, autor wielu dzieł o tematyce dyplomatycznej.

## Życiorys
Syn Jana Herburta podkomorzego przemyskiego i Jadwigi, córki Piotra Chwala z Rozlowa, dziedzica na Pełniatyczach. Ożeniony z Katarzyną Drohojowską h. Korczak. Szwagier Piotra Kmity. Był absolwentem Katedry Reguł Prawa Akademii Krakowskiej. Studia kontynuował w Lowanium w Belgii i Niemczech w zakresie filozofii oraz prawa. Po powrocie do kraju został mianowany sekretarzem króla Zygmunta II Augusta, a następnie podkomorzym przemyskim, kasztelanem sanockim, starostą przemyskim, mościckim i medynieckim. W spadku po ojcu otrzymał w roku 1555 wieś Buniowice wraz z dobrami Pietnica, Podgrodzie i Tarnawa w dystrykcie sanockim. Na prośbę kanclerza koronnego Jana Osieckiego ułożył alfabetyczny zbiór praw polskich. Jest również autorem dzieł o tematyce religijnej, dogmatyczno-polemicznej „Locorum de fide communium”, w której bronił wiary katolickiej przed rozmaitymi sektami. Autor historii Polski do roku 1548. Poseł na sejm krakowski 1553 roku, sejm warszawski 1556/1557 roku z ziemi przemyskiej. Jako przedstawiciel Korony Królestwa Polskiego podpisał akt unii lubelskiej 1569 roku. Po śmierci Zygmunta Augusta był posłem do Francji po nowo wybranego króla Henryka Walezego. W 1573 roku potwierdził elekcję Henryka Walezego na króla Polski. Sędzia sądów generalnych województwa ruskiego w 1575 roku. W okresie bezkrólewia stronnik cesarza Maksymiliana II jako pretendenta do tronu polskiego, a następnie Stefana Batorego oraz stronnik Jana Zamoyskiego.
Wydał w Bazylei (Joannes Herbertus de Fulstin, Chronica sive historiae Polonicae compendiosa, Basileae, 1571, p. 338), Gdańsku i Królewcu i to kilkakrotnie Historię Polski napisaną po łacinie. Opisał w niej m.in. bitwę pod Grunwaldem, a także Historię królów i książąt polskich (fr. Histoire des roys et princes de Poloigne, composée en latin et divisée en XX livres par, Jean Herburt de Fulstin, Traduite de latin en françois [par Fr. Bauduin], Paris, P. L’Huilier, 1573). Z innych opracowań wydane po śmierci Statuta Regni Poloniae. W okresie panowania Stefana Batorego uczestniczył w rokowaniach sojuszniczych Rzeczypospolitej ze Szwecją celem wspólnego ataku na Rosję. Brał czynny udział w redagowaniu uchwał konfederacji warszawskiej o pokoju religijnym i praw wyznaniowych, którą podpisał, był jednym z redaktorów artykułów zwanych henrykowskimi. Potomstwo; córki Jadwigę za Marcina Ossolińskiego, Barbarę za Czernego, Elżbietę za Hieronima Wołłowicza, synów Jana Szczęsnego, Kaspra Szymona kanonika krakowskiego oraz Krzysztofa zmarłego w młodym wieku w roku 1558.
Rodzeństwo Jana Herburta:
- Walenty Herburt (1524–1572) biskup przemyski,
- Stanisław Herburt (<1524–1584) kasztelan lwowski,
- Mikołaj Herburt (zm. 1593) kasztelan przemyski i halicki,
- Barbara Kmita.

## Twórczość

### Ważniejsze dzieła
- Statua Regni Poloniae, Kraków 1563, drukarnia Łazarz Andrysowic (według G. Korbuta jest to wyd. 2 – jednak o istnieniu wyd. wcześniejszego: Zamość 1557 – Estreicher powątpiewa); wyd. następne: Kraków 1567; Zamość 1597; Gdańsk-Warszawa 1613; Gdańsk-Frankfurt 1620; Gdańsk-Warszawa 1693; Lublin 1756; przekł. polski pt. Statuta i przywileje koronne, Kraków 1570, drukarnia M. Szarffenberg; fragm. dedykacji przekł. polskiego przedr. W. Taszycki „Obrońcy języka polskiego. Wiek XV-XVIII”, Wrocław 1953, seria I, nr 146 (dzieło było używane w sądach przez 2 wieki, aż do wydania Volumina legum przez S. Konarskiego)
- Locorum de fide communium latino-polonorum liber I... Głównych o wierze artykułów po polsku i po łacinie pisanych księgi I, Kraków 1569, drukarnia M. Siebeneicher (tekst polski i łaciński, więcej ksiąg tego dzieła nie wyszło drukiem)
- Chronica sive Historiae Polonicae compendiosa... descriptio, Bazylea 1571, drukarnia Oporiniana; inne wyd. Bazylea 1571, drukarnia Oporiniana; wyd. następne: pt. Historiae Polonicae compendiosa descriptio, Bazylea 1584 (egz. tego wydania nieznane); Gdańsk 1609; Bazylea 1615; Gdańsk 1647; Królewiec 1658 (jest to skrót pracy M. Kromera De origine et rebus gestis Polonorum libri XXX), Bazylea 1555; przekł. francuski: F. Balduin pt. Histoire de Roys et Princes de Poloigne, Paryż 1573, drukarnia Olivier de Pierre l’Huillier; przeróbka franc.: B. Vigenère pt. Les Chroniques et annales de Poloigne, Paryż 1573 (najprawdopodobniej na podstawie pracy J. Herburta, a nie bezpośrednio M. Kromera).

### Listy i materiały
- Do Mikołaja Mieleckiego, wojewody podolskiego, Warszawa, 21 czerwca 1576; wyd. T. Wierzbowski Materiały do dziejów piśmiennictwa polskiego, t. 1, Warszawa 1900, s. 208–209
- List Jana i Stanisława Herburtów do Jana Ruebera, Gródek, 26 lutego 1576; wyd. T. Wierzbowski Materiały do dziejów piśmiennictwa polskiego, t. 1, Warszawa 1900, s. 207
- Dokument i kwit z 1566 dot. pensji; wyd. T. Wierzbowski Materiały do dziejów piśmiennictwa polskiego, t. 1, Warszawa 1900, s. 129, t. 2, Warszawa 1904, s. 16
- Rewers z sierpnia 1575, wyd. K. W. Wójcki Biblioteka starożytna pisarzy polskich, t. 1, Warszawa 1843, s. 343–345; wyd. 2: Warszawa 1854